# بخش شیبکوه (بندر لنگه)
بخش شیبکوه، یکی از بخش‌های شهرستان بندر لنگه در استان هرمزگان ایران است. مرکز این بخش، شهر بندر چارک است.

## پیشینه
در دوران قدیم منطقه شیبکوه به چهار قسمت تقسیم شده بوده و زیر نفوذ چهار قبیله عرب بوده است؛ این قبایل عربی در سده نهم یا دهم هجری قمری از شبه جزیره عربستان به منطقه «شیبکوه» مهاجرت کرده بودند.
شیبکوه به معنی زیرتپه‌ها بوده و این نام به نواری ساحلی به طول ۲۸۰ کیلومتر در امتداد خلیج فارس اشاره دارد که از شمال به طیف وسیعی از تپه‌های دامنه زاگرس می‌رسد؛ این منطقه از بنک تا بندر لنگه کشیده شده و برخی نیز معتقدند که بندرمقام، شمالی‌ترین نقطه نوار شیبکوه است. عرض این نوار در بندر کنگان به ۱۰ کیلومتر و در بندر مقام به ۵۰ کیلومتر می‌رسد. این سواحل باریک، شامل بندرهای متعدد و چندین جزیره می‌باشند، درحالی که جزایر لاوان، شیدور، هندورابی و کیش به‌طور مدیریتی بخشی از بنادر شبیه نمونه‌هایی از این جزایر هستند.

### قبایل عرب و حکمرانی منطقه
هر کدام از این قبائل چهارگانه بر گوشه‌ای از این منطقه وسیع حاکم بودند که به شرح زیر است:
- قبیله قبیله آل علی یا (آل مُعلی) بر قسمت شمالی شیبکوه حاکم بودند که شامل دهستان‌های وسیعی بود.
- قبیله بنی البشر قسمت جنوبی شیبکوه را تحت نفوذ خود داشتند.
- قبیله آل حمادی بر قسمت غربی شیبکوه حاکم بودند.
- قیبله آل عبیدل اما این قبیله قمست شرقی شیبکوه تحت نفوذ داشتند.

مرکز رئیسی منطقه «شیبکوه» در آن دوران بندر چارک بوده. البته به مرور زمان و گذشت دوران این حکومات برچیده می‌شود، و منطقهٔ شیبکوه از جانب دولت و تقسیمات کشوری به بخش‌های مختلف تقسیم می‌شود.
این دسته از اعراب که در داخل مرزهای ایران زندگی می‌کنند، بازمانده‌های ارتش اعراب مسلمانی هستند که در سده ۷ و ۸. م و پس از پیروزی‌های پی‌درپی مسلمانان از عراق به ایران آمدند. با اینکه اعراب حاشیه خلیج فارس از بصره و عمان به ایران آمده‌اند، اما این احتمال هم وجود دارد که برخی یا بسیاری از این اعراب مهاجر، رگ و ریشه هوله ای داشته باشند. چون مهاجرت اعراب به ایران در سده ۱۹ و ۲۰ میلادی همچنان ادامه داشت. حتی اعرابی هم هستند که از جنوب عراق به خوزستان مهاجرت کرده‌اند. در نتیجه در کشور ایران دو منطقه عرب نشین داریم. اولین ناحیه پرجمعیت عرب نشین، جنوب خوزستان است و دومین منطقه عرب نشین ایران هم ناحیه شیبکوه است.

## تقسیمات کشوری
- بخش شیبکوه
  - دهستان مقام
  - دهستان بندر چارک

شهر: بندر چارک

## جمعیت
بر پایه سرشماری عمومی نفوس و مسکن در سال ۱۳۹۵، جمعیت بخش شیبکوه برابر با ۱۸٬۶۴۵ نفر بوده است.